# Golden Rule Airlines
Golden Rule Airlines war eine kirgisische Fluggesellschaft mit Sitz in Bischkek.

## Unternehmen
Golden Rule Airlines unternahm Charterflüge für Fracht und Passagiere sowie landwirtschaftliche Einsätze. Die Fluggesellschaft stand auf der Liste der Betriebsuntersagungen für den Luftraum der Europäischen Union und durfte somit nicht in den europäischen Luftraum einfliegen.

## Flotte
- 3 Antonow An-2, je ein Passagier-, Fracht- und Agrarflugzeug.